# Хирт, Август
А́вгуст Хирт (нем. August Hirt, 29 апреля 1898, Мангейм — 2 июня 1945) — немецкий антрополог и анатом, гауптштурмфюрер СС, глава анатомического института СС в Страсбурге, руководитель медицинских программ Аненербе, военный преступник.

## Биография

### Происхождение и академическая карьера
Август Хирт родился в 1898 году в Мангейме в семье предпринимателя из Швейцарии. Посещал местную гимназию Карла-Фридриха. В 1914 году, ещё будучи гимназистом, записался добровольцем в армию. Участник Первой мировой войны, в октябре 1916 году был ранен в голову. Получил медицинское образование в Гейдельбергском университете. В 1921 году получил немецкое гражданство.
В 1922 году защитил кандидатскую диссертацию на тему «Пограничный ствол симпатикуса у некоторых динозавров», в 1925 году — докторскую диссертацию на тему «О направлении волокон почечных нервов». Работал профессором анатомии. С 1936 года — директор анатомического института университета Грайфсвальда, в 1938 году перешёл на ту же должность во Франкфурте, а в 1941 году занял пост директора анатомического института университета Страсбурга.

### Участие в совершении военных преступлений
1 апреля 1933 года Хирт вступил в СС, а 1 мая 1937 года — в НСДАП. Был лично знаком с Генрихом Гиммлером. В 1939 году был откомандирован в Берлинскую военно-медицинскую академию, где исследовал терапевтическое воздействие трипафлавина при поражении ипритом. С началом Второй мировой войны в том же году был призван в Вермахт, служил старшим военврачом.
В июле 1942 года, с образованием Института научных исследований целевого военного значения в составе Аненербе, Хирт занял в нём Отдел «H» (Hirt). Чтобы избежать повторного призыва в Вермахт, перешёл в войска СС. С 1 марта 1942 года — в составе Личного штаба рейхсфюрера СС. Хирт ставил опыты с ипритом на животных и на себе, в результате одного из экспериментов сам оказался в больнице с кровоизлиянием в лёгкие. После начала Второй мировой войны вместо животных Хирт стал использовать в опытах узников концлагерей. В 1942—1943 гг., по свидетельству капо концлагеря Нацвейлер-Штрутгоф Фердинанда Холла, через опыты Хирта прошло 150 человек, из которых 7 или 8 умерло, а остальные были отправлены в другие концлагеря.
В анатомическом институте в Страсбурге Хирт трудился над научным обоснованием нацистских расовых теорий. Институт работал в тесном сотрудничестве с обществом Аненербе. Для своих расовых исследований Хирт создал обширную антропологическую коллекцию из скелетов, черепов и отдельных фрагментов тел, которая позже была обнаружена союзными войсками в кладовой его лаборатории. В качестве «рабочего материала» использовались умерщвлённые в специально выстроенной для экспериментов газовой камере узники Освенцима различных национальностей: 109 евреев (79 мужчин и 30 женщин), 2 поляка и четверо «азиатов» (из числа советских военнопленных).

### После войны
25 сентября 1944 года жена и сын Хирта погибли во время бомбёжки Страсбурга. После освобождения Страсбурга Хирт с дочерью в ноябре 1944 года бежал от наступающих войск союзников в Тюбинген. Скрывался в Шварцвальде под видом крестьянина. Покончил с собой (застрелился). Тем не менее его поиски продолжались до конца 1950-х гг. Во Франции Хирт в 1963 году заочно был приговорён к смертной казни.
Возможно, именно он был изображен Фридрихом Дюрренматтом в романе «Подозрение» под именем нацистского военного преступника, доктора Фрица Эмменбергера.